# Vasja Rupnik
Vasja Rupnik, slovenski biatlonec, * 6. junij 1977.
Rupnik je v svoji karieri tekmoval za biatlonski klub TSK Valkarton Logatec. Za Slovenijo je nastopil na dveh svetovnih prvenstvih, 2001 in 2003.